# Distrito de Huaylillas
El distrito de Huaylillas es uno de los trece distritos de la Provincia de Pataz, ubicada en el Departamento de La Libertad,  bajo la administración del Gobierno regional de La Libertad, en el norte del Perú. Limita por el sur y por el oeste con el Distrito de Tayabamba; por el norte con el aurífero Distrito de Buldibuyo, en el discurrir del río Tollos que trae las aguas de la Laguna de Conoco en las alturas del Pelagatos; y, por el este por donde sale el sol brillante en las crestas de los cerros que va a dar a puerta del Monte con el Distrito de Ongón.
Desde el punto de vista jerárquico de la Iglesia católica forma parte de la Prelatura de Huamachuco.

## Historia
Asegurada la independencia, la nueva demarcación territorial que promulgó Bolívar crea la provincia de Pataz con la fusión de tres corregimientos: Pataz, Collay y Caxamarquina (este último hoy Bolívar). En ella se encontraba el territorio del actual distrito de Buldibuyo.

## Geografía
Distrito de la Provincia de Pataz,  está 15 kilómetros al norte de la capital Tayabamba, como un cañoncito al borde del Río Cajas que lleva las aguas del Cruz Alta en las alturas del Pagragsho y es afluente del río Marañón. Abarca una superficie de 339,13 km².
Es un hermoso valle de verdes alfalfares, frutas y flores aromáticas y fraganciosas, custodiado por el cerro Quipash, escarpado y de sólidas rocas cubriendo la parte suroeste, las faldas de gigantes andenes como escalinatas al límpido y azul cielo en las mañanas plenas de primavera.
El cerro Ventana, donde se ubica el santuario de Carhuac, iglesia construida por frailes jesuitas por los años 1700 antes de ser expulsados. 
Está a más o menos 2 380 m s. n. m., y a 8 grados con 12,1 minutos de latitud sur y 76 grados con 18,9 de longitud oeste, Territorio de aproximadamente 89,73 kilómetros cuadrados, con una población bordeando los 1 400 habitantes de acuerdo al último censo por el año 2005.

## Autoridades

### Municipales
- 2019 - 2022[2]
  - Alcalde: Luis Jesús Coronel Valdiviezo, de Alianza para el Progreso.
  - Regidores:

  1. Aníbal Pedro Olortegui Lecca (Alianza para el Progreso)
  2. Jeiner Orlando Pacheco López (Alianza para el Progreso)
  3. Carmen Rosa Silva Pacheco (Alianza para el Progreso)
  4. Deyber Yuslin Espinoza Sevillano (Alianza para el Progreso)
  5. Jhon Keler Bailon Valdiviezo (Acción Popular)

Alcaldes anteriores
- 1964 - 1966: Raúl Lecca Torres, de la Alianza Acción Popular - Democracia Cristiana.
- 1967 - 1969: Gonzalo Goicochea Arellano, de la Coalición APRA - UNO.
- 1969 - 1980: Gobierno militar.
- 1981 - 1983: Gonzalo Goicochea Arellano, del Partido Aprista Peruano.
- 1984 - 1986: Gonzalo Goicochea Arellano, del Partido Aprista Peruano.
- 1987 - 1989: Vicelino Torres Domínguez, del Partido Aprista Peruano.
- 1993 - 1995: Gregorio Lecca Franco, de Acción Popular.
- 1996 - 1998: Aníbal Pedro Olortegui Lecca, de L.I. Nro  5 Reformista Patazina.
- 1999 - 2002: Aníbal Pedro Olortegui Lecca, del Movimiento Independiente Vamos Vecino.
- 2003 - 2006: Luis Alberto Añorga Carruitero, del Partido Aprista Peruano.
- 2007 - 2010: Edwar Dante Robles Acuña, de Alianza para el Progreso.
- 2011 - 2014:[4] Edwar Dante Robles Acuña, del Partido Aprista Peruano.
- 2015 - 2017: Edwar Dante Robles Acuña, del Partido Aprista Peruano.
- 2017 - 2018:[5] Froilán Marreros Sepúlveda, del Partido Aprista Peruano.

### Policiales
- Comisario:   PNP.